# Geneva Open 1983
Il Geneva Open 1983 è stato un torneo di tennis giocato sulla terra rossa. È stata la 4ª edizione del torneo, che fa parte del Volvo Grand Prix 1983. Si è giocato a Ginevra in Svizzera dal 19 al 25 settembre 1983.

## Campioni

### Singolare maschile
Mats Wilander ha battuto in finale  Henrik Sundström con il punteggio di 3–6, 6–1, 6–3

### Doppio maschile
Stanislav Birner /  Blaine Willenborg hanno battuto in finale  Joakim Nyström /  Mats Wilander con il punteggio di 6–1, 2–6, 6–3